# Burkhard Ihme
Burkhard Ihme (né le 24 mars 1954 à Stuttgart) est un auteur et spécialiste de bande dessinée allemand, par ailleurs auteur-compositeur. Il a cofondé en 1981 l'association d'auteurs Interessenverband Comic (de), qui remet depuis 1994 les prix ICOM de la bande dessinée indépendante (de).

## Récompenses
- 2013 : prix Peng ! de la meilleure littérature secondaire pour Comic! Jahrbuch